# Ellis Wolff
Ellis Wolff (20. oktober 1856 i København – 6. marts 1938 på Tølløse Slot) var en dansk officer og kammerherre. 

## Karriere
Han var søn af dansk konsul Ferdinand Wolff (1814-1893) og hustru Hildegarde "Hilde" Augusta Henrietta født Kühl (1820-1874), tog polyteknisk adgangseksamen 1876, blev student 1877 (privat dimitteret), sekondløjtnant 1881, premierløjtnant 1883, gennemgik 1885-87 Hærens Officersskoles stabsafdeling og var så forsat til Generalstaben indtil 1893. Wolff var i 1894 til tjeneste ved et fransk og 1897 ved et østrigsk infanteriregiment.
Ellis Wolff blev kaptajn 1895, kom igen til Generalstaben 1900 og var lærer i krigskunst m.m. ved Hærens Officerskole 1900-10, blev oberstløjtnant 1905 og chef for Den Kongelige Livgarde 1908. 1911 blev Wolff generalmajor og chef for 3. division, og 1917 blev han chef for Generalstaben. 1918 blev han fungerende kommanderende general i 1. Generalkommando og 1923 kommanderende general ved samme. 1926 fik han afsked fra Hæren grundet sin fremskredne alder. 1911-14 var Wolff formand for Det Krigsvidenskabelige Selskab.

## Hæder
Wolff blev Ridder af Dannebrogordenen 1902, Dannebrogsmand 1907 , Kommandør af 2. grad 1911 og af 1. grad 1918 og blev Storkors af Dannebrog 1920. Han bar en lang række udenlandske ordener. 1909 blev han kammerherre.
Han blev gift 12. september 1884 med Karen Hedevig Rosenkrantz de Lichtenberg (23. november 1853 på Hessel - 20. december 1940 på Frederiksberg), datter af godsejer, cand. jur. Carl Gerhard de Lichtenberg (1807-1868) og Maren Birgitte Casperine født Snell (1818-1894).
Han er begravet på Assistens Kirkegård. Wolffs korrespondance findes i Rigsarkivet.
Herluf Jensenius har udført en karikatur af Wolff 1918 (Det Nationalhistoriske Museum på Frederiksborg Slot).